# Blekinge Ångbåt & Segel
Blekinge Ångbåt & Segel är sedan 1987 namnet på en lokal sjöhistorisk årsbok som ges ut av Föreningen Blekinge Sjöfartsmuseum. Boken innehåller varje år ett antal sjöhistoriska artiklar med anknytning till Karlshamn och Blekinge.
Årsbokens omslag visar ett aktiebrev från Blekinge Ångbåts-Aktiebolag.